# Padoux
Padoux ([padu] , en vosgien de la montagne [pɑdu]) est une commune française située dans le département des Vosges, en région Grand Est.
Ses habitants sont appelés les Padousiens.

## Géographie

### Localisation

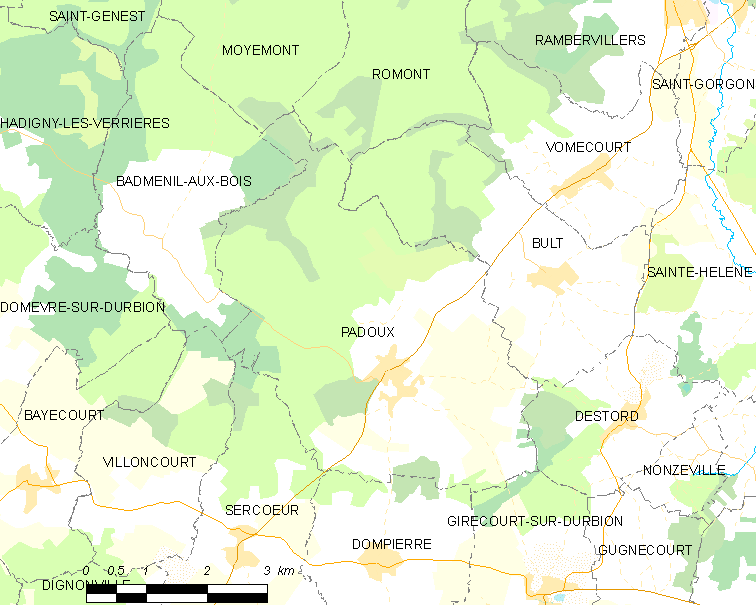
Situation géographique de Padoux.

La commune de Padoux est située entre Épinal et Rambervillers, mais fait cependant partie du canton de Bruyères, à 20 km du chef-lieu. 

### Géologie et relief
Situé sur la ligne de partage du bassin de la Meurthe et de celui de la Moselle, arrosé par un affluent de la Mortagne, le Padozel, c’est un pays de transition où réussissent à la fois les cultures de montagne et celles de la plaine lorraine. Le sol est formé d’un mélange de calcaire et d’argile et contient très peu de silice. Il constitue ce que l’on appelle localement des terres blanches et des terres rousses ; ces dernières sont plus particulièrement favorables à la culture des céréales et surtout du blé.

### Sismicité
Commune située dans une zone  de sismicité modérée.

### Hydrographie et eaux souterraines
Hydrogéologie et climatologie : Système d’information pour la gestion des eaux souterraines du bassin Rhin-Meuse :
Territoire communal : Occupation du sol (Corinne Land Cover) ; Cours d'eau (BD Carthage),
Géologie : Carte géologique ; Coupes géologiques et techniques,
 Hydrogéologie : Masses d'eau souterraine ; BD Lisa ; Cartes piézométriques.
La commune est située dans le bassin versant du Rhin, au sein du bassin Rhin-Meuse. Elle est drainée par le ruisseau le Padozel, le ruisseau de Bonvillers, le ruisseau le Pinson, le ruisseau de Dompierre, le ruisseau des Breuils et le ruisseau d'Haraucourt,.
Le Padozel, d'une longueur totale de 12,6 km, prend sa source dans la commune  et se jette dans la Mortagne à Rambervillers, après avoir traversé quatre communes.

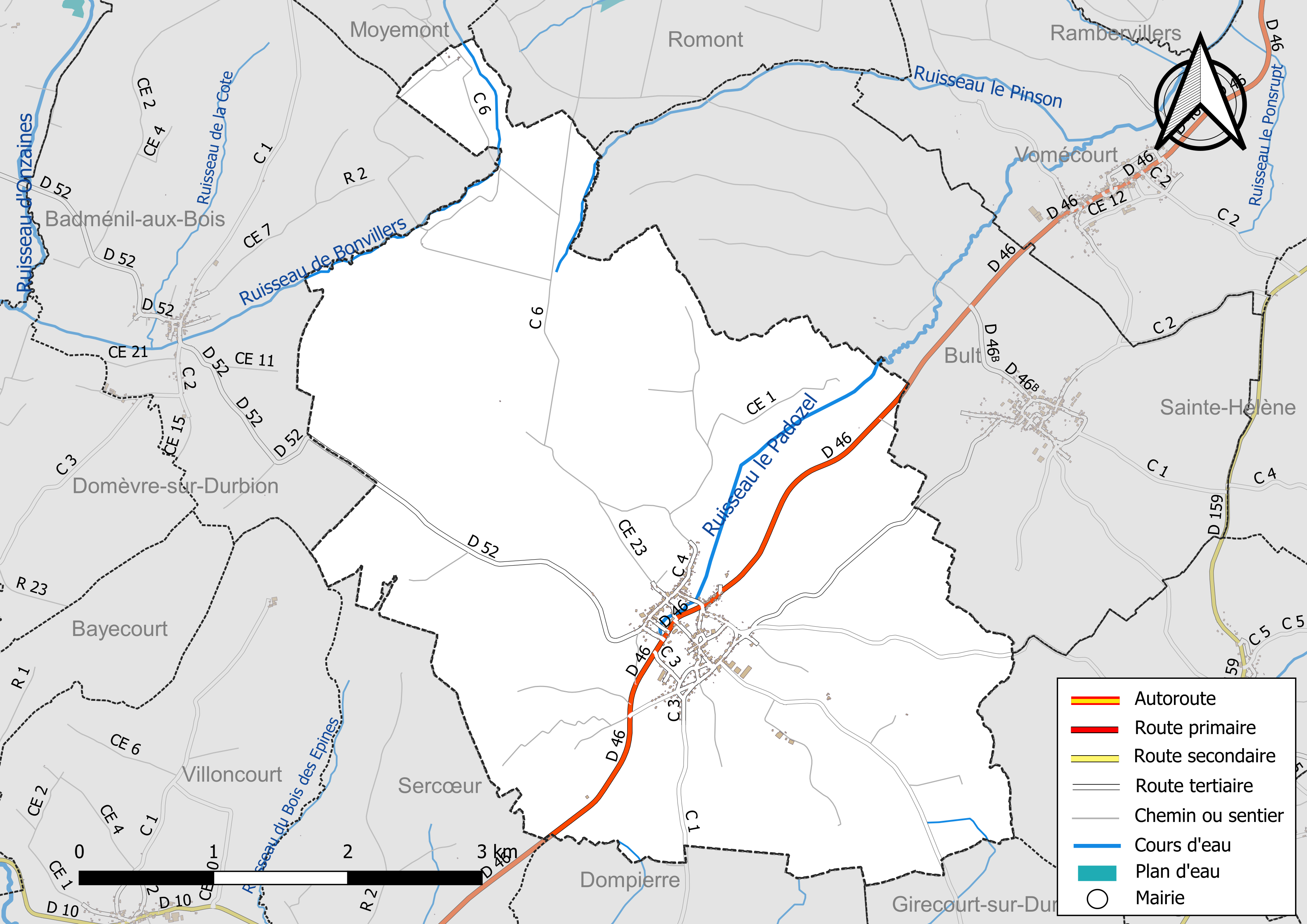
Réseaux hydrographique et routier de Padoux.

La qualité des eaux de baignade et des cours d’eau peut être consultée sur un site dédié géré par les agences de l’eau et l’Agence française pour la biodiversité.

### Climat
Pour des articles plus généraux, voir Climat du Grand Est et Climat des Vosges.
En 2010, le climat de la commune est de type climat de montagne, selon une étude du Centre national de la recherche scientifique s'appuyant sur une série de données couvrant la période 1971-2000. En 2020, Météo-France publie une typologie des climats de la France métropolitaine dans laquelle la commune est exposée à un climat semi-continental et est dans une zone de transition entre les régions climatiques « Lorraine, plateau de Langres, Morvan » et « Vosges ». 
Pour la période 1971-2000, la température annuelle moyenne est de 9,2 °C, avec une amplitude thermique annuelle de 16,8 °C. Le cumul annuel moyen de précipitations est de 855 mm, avec 12,3 jours de précipitations en janvier et 10,3 jours en juillet. Pour la période 1991-2020, la température moyenne annuelle observée sur la station météorologique de Météo-France la plus proche, « Épinal », sur la commune de Dogneville à 10 km à vol d'oiseau, est de 10,3 °C et le cumul annuel moyen de précipitations est de 907,0 mm. 
La température maximale relevée sur cette station est de 39,3 °C, atteinte le 25 juillet 2019 ; la température minimale est de −18,9 °C, atteinte le 12 janvier 1987,,. 
Les paramètres climatiques de la commune ont été estimés pour le milieu du siècle (2041-2070) selon différents scénarios d'émission de gaz à effet de serre à partir des nouvelles projections climatiques de référence DRIAS-2020. Ils sont consultables sur un site dédié publié par Météo-France en novembre 2022.

## Urbanisme

### Typologie
Au 1er janvier 2024, Padoux est catégorisée commune rurale à habitat dispersé, selon la nouvelle grille communale de densité à sept niveaux définie par l'Insee en 2022.
Elle est située hors unité urbaine. Par ailleurs la commune fait partie de l'aire d'attraction d'Épinal, dont elle est une commune de la couronne,. Cette aire, qui regroupe 118 communes, est catégorisée dans les aires de 50 000 à moins de 200 000 habitants,.

### Occupation des sols
L'occupation des sols de la commune, telle qu'elle ressort de la base de données européenne d’occupation biophysique des sols Corine Land Cover (CLC), est marquée par l'importance des forêts et milieux semi-naturels (53,9 % en 2018), une proportion sensiblement équivalente à celle de 1990 (54 %). La répartition détaillée en 2018 est la suivante : 
forêts (51,5 %), prairies (25,8 %), terres arables (17,7 %), zones urbanisées (2,6 %), milieux à végétation arbustive et/ou herbacée (2,4 %). L'évolution de l’occupation des sols de la commune et de ses infrastructures peut être observée sur les différentes représentations cartographiques du territoire : la carte de Cassini (XVIIIe siècle), la carte d'état-major (1820-1866) et les cartes ou photos aériennes de l'IGN pour la période actuelle (1950 à aujourd'hui).

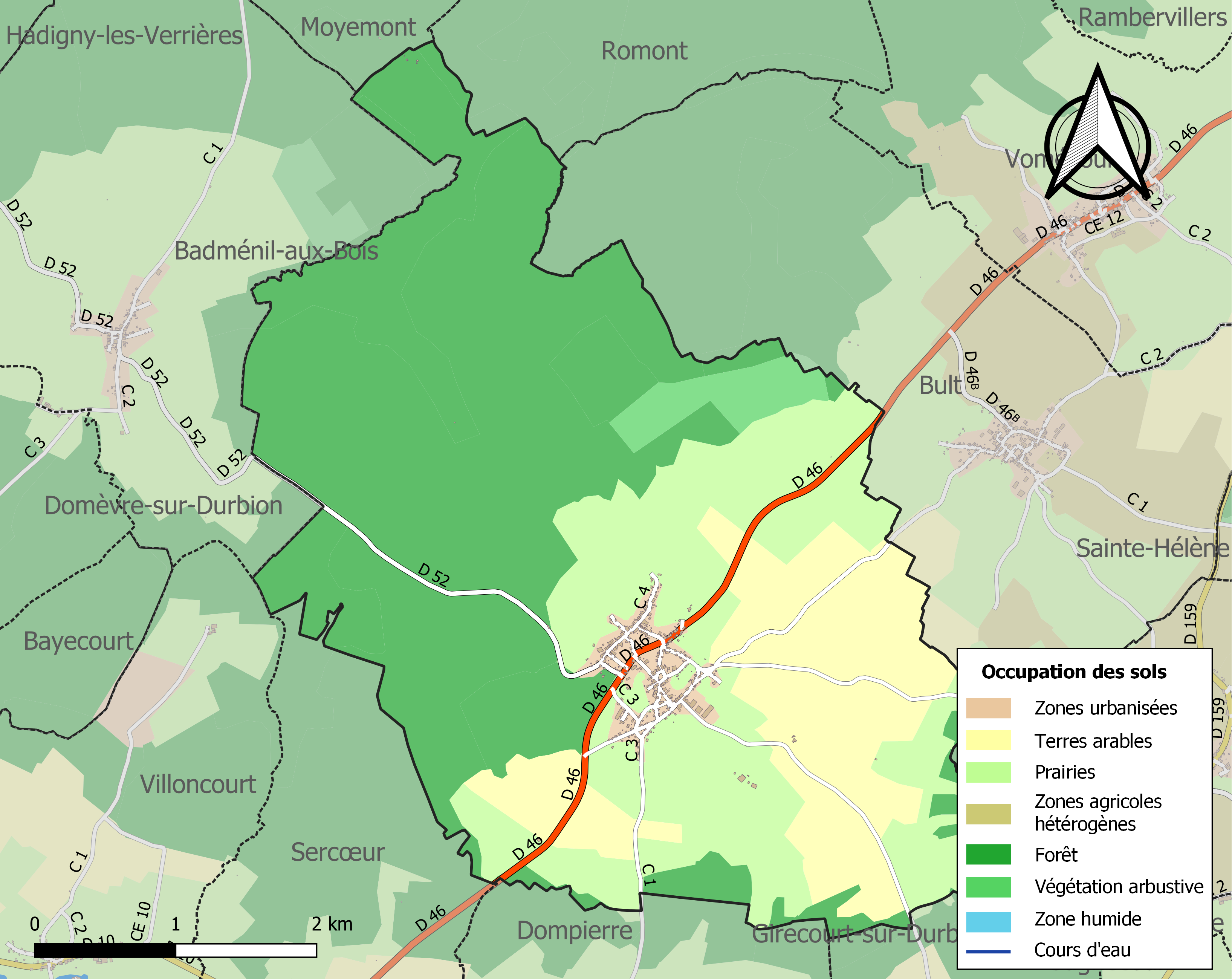
Carte des infrastructures et de l'occupation des sols de la commune en 2018 (CLC).

## Toponymie
Le nom de la localité est attesté sous les formes De Pasdoso (XIIe siècle) ; Padoz (vers 1200) ; Padous (1228) ; Pandous (1355) ; Padour (1358) ; Thierri de Padouz (1358) ; Paldous (1381) ; Pandoul (1390) ; Paldoul (1398) ; Pauldou (1401) ; Padoul (1417) ; Padoux (1447) ; Paudour (1449) ; Paudou (1449) ; ? Padowe (1477) ; Paidoy (XVe siècle) ; Padoulx (1502) ; Padou (1519) ; Paldou (1544) ; Pauldoux (1588) ; Pandoux (1594) ; « Le village de Padoux est divisé en deux hameaux, dont celuy qui se nomme Padoux la haute a l’église… » (1710) ; Padua (1768) ; Padoux, la Basse Padoux (XVIIIe siècle).

## Histoire
Padoux est signalé en 1594 et 1710 comme dépendant du bailliage d'Épinal. En 1751, il relevait du bailliage de Châtel.
En 1790, la commune est incluse dans le canton de Rambervillers.
L'église, la mairie et les écoles ont été construites en 1880.
Le 21 juin 1940, Jean-Paul Sartre est arrêté par les Allemands à Padoux. Il servait dans l'armée française comme soldat météorologiste, probablement au sein du 69e régiment d'infanterie, ou au moins avec lui, dont la 6e compagnie a été arrêtée en pleine forêt sans avoir pu combattre.
La légende dit que les gens de Padoux partageaient des pâturages avec les habitants de Rambervillers. Les Padoselliens ne chassaient pas avec grande efficacité les loups de leur forêt. Cette négligence entraîna la perte pour les Rambuvetais de douze bêtes à cornes. Une décision de justice favorable à Rambervillers imposa à Padoux de restituer douze têtes de bétail. Prenant au pied de la lettre ce jugement, les Padoselliens vinrent déposer douze têtes de veaux tranchées aux portes de Rambervillers. La tête de veaux de Rambervillers était née, et Padoux fut affublé du nom de "Padoux les loups".
En 1900, Paul Démolis, instituteur a rédigé une monographie de Padoux conformément aux directives reçues pas sa hiérarchie.

## Population et société

### Démographie

#### Pyramide des âges
L'évolution du nombre d'habitants est connue à travers les recensements de la population effectués dans la commune depuis 1793. Pour les communes de moins de 10 000 habitants, une enquête de recensement portant sur toute la population est réalisée tous les cinq ans, les populations de référence des années intermédiaires étant quant à elles estimées par interpolation ou extrapolation. Pour la commune, le premier recensement exhaustif entrant dans le cadre du nouveau dispositif a été réalisé en 2005.

En 2022, la commune comptait 492 habitants, en évolution de −4,28 % par rapport à 2016 (Vosges : −2,96 %, France hors Mayotte : +2,11 %).
| 1793 | 1800 | 1806 | 1821 | 1831 | 1836 | 1841 | 1846 | 1856 |
| ---- | ---- | ---- | ---- | ---- | ---- | ---- | ---- | ---- |
| 560  | 583  | 592  | 599  | 719  | 788  | 792  | 857  | 801  |

| 1861 | 1866 | 1876 | 1881 | 1886 | 1891 | 1896 | 1901 | 1906 |
| ---- | ---- | ---- | ---- | ---- | ---- | ---- | ---- | ---- |
| 809  | 812  | 801  | 700  | 666  | 627  | 600  | 616  | 591  |

| 1911 | 1921 | 1926 | 1931 | 1936 | 1946 | 1954 | 1962 | 1968 |
| ---- | ---- | ---- | ---- | ---- | ---- | ---- | ---- | ---- |
| 548  | 483  | 452  | 452  | 424  | 406  | 414  | 393  | 383  |

| 1975 | 1982 | 1990 | 1999 | 2005 | 2006 | 2010 | 2015 | 2020 |
| ---- | ---- | ---- | ---- | ---- | ---- | ---- | ---- | ---- |
| 376  | 397  | 429  | 435  | 457  | 446  | 502  | 512  | 492  |

| 2022 | - | - | - | - | - | - | - | - |
| ---- | - | - | - | - | - | - | - | - |
| 492  | - | - | - | - | - | - | - | - |

### Enseignement
Établissements d'enseignements :
- Écoles maternelles et primaires à Padoux, Bult, Vomécourt, Girecourt-sur-Durbion, Sainte-Hélène, Destord, Gugnécourt.
- Collèges à Rambervillers, Thaon-les-Vosges, Châtel-sur-Moselle, Épinal.
- Lycées à Roville-aux-Chênes, Thaon-les-Vosges, Épinal

### Santé
Professionnels et établissements de santé :
- Médecins à Sercoeur, Rambervillers, Deyvillers, Girmont, Grandvillers, Chavelot, Dogneville, Thaon-les-Vosges.
- Pharmacies à Rambervillers, Deyvillers, Dogneville, Thaon-les-Vosges, Châtel-sur-Moselle.
- Hôpitaux à Rambervillers, Thaon-les-Vosges, Châtel-sur-Moselle, Golbey.

### Cultes
- Culte catholique, Paroisse Sainte-Thérèse-du-Durbion[25], Diocèse de Saint-Dié.

## Politique et administration

### Liste des maires
| Période                                  | Période            | Identité          | Étiquette | Qualité                   |
| ---------------------------------------- | ------------------ | ----------------- | --------- | ------------------------- |
| Les données manquantes sont à compléter. |                    |                   |           |                           |
| 1906                                     | 1911               | Émile Cunin       |           |                           |
| 1911                                     | 1929               | Elblin            |           |                           |
| 1929                                     | 1953               | Louis Fringand    |           |                           |
| 1953                                     | 1956               | Louis Martin      |           |                           |
| 1953                                     | 1956               | Gabriel Villemin  |           | Décédé en cours de mandat |
| 1956                                     | 1971               | Alphonse Vauthier |           |                           |
| 1971                                     | 1983               | Noël Luc          |           |                           |
| 1983                                     | 1995               | Marc Mougel       |           |                           |
| 1995                                     | 2008               | Michel Belcourt   |           |                           |
| 2008                                     | En cours (au 2024) | Bruno Huguenin    |           |                           |

### Budget et fiscalité 2022

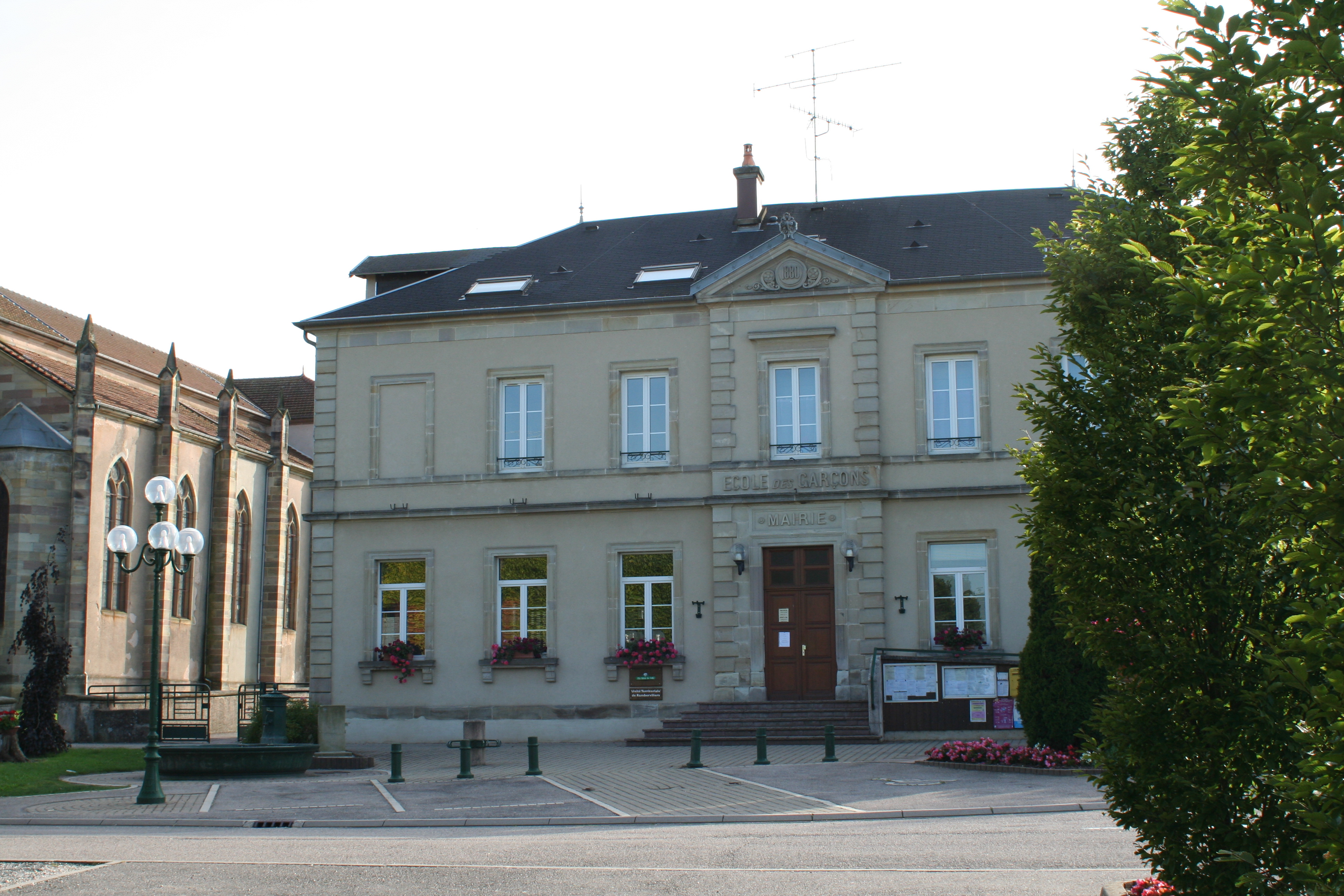
La mairie.

En 2022, le budget de la commune était constitué ainsi :
- total des produits de fonctionnement : 610 000 €, soit 1 196 € par habitant ;
- total des charges de fonctionnement : 530 000 €, soit 1 039 € par habitant ;
- total des ressources d'investissement : 166 000 €, soit 326 € par habitant ;
- total des emplois d'investissement : 115 000 €, soit 226 € par habitant ;
- endettement : 107 000 €, soit 209 € par habitant.

Avec les taux de fiscalité suivants :
- taxe d'habitation : 5,32 % ;
- taxe foncière sur les propriétés bâties : 31,65 % ;
- taxe foncière sur les propriétés non bâties : 23,79 % ;
- taxe additionnelle à la taxe foncière sur les propriétés non bâties : 0,00 % ;
- cotisation foncière des entreprises : 0,00 %.

Chiffres clés Revenus et pauvreté des ménages en 2021 : médiane en 2021 du revenu disponible, par unité de consommation : 22 490 €.

## Économie

### Entreprises et commerces

#### Agriculture
- Culture de céréales (à l'exception du riz), de légumineuses et de graines oléagineuses.
- Élevage de vaches laitières.

#### Tourisme
- Hébergements et restauration à Rambervillers, Grandvillers, Épinal, Jeanménil.

#### Commerces
- Commerces et services de proximité.

## Intercommunalité
Padoux fut une des communes fondatrices de la communauté de communes de l'Arentèle-Durbion-Padozel dont elle a été membre de 2003 à 2013.
Depuis le 1er janvier 2014, elle est intégrée à la communauté de communes Bruyères - Vallons des Vosges.

## Culture locale et patrimoine

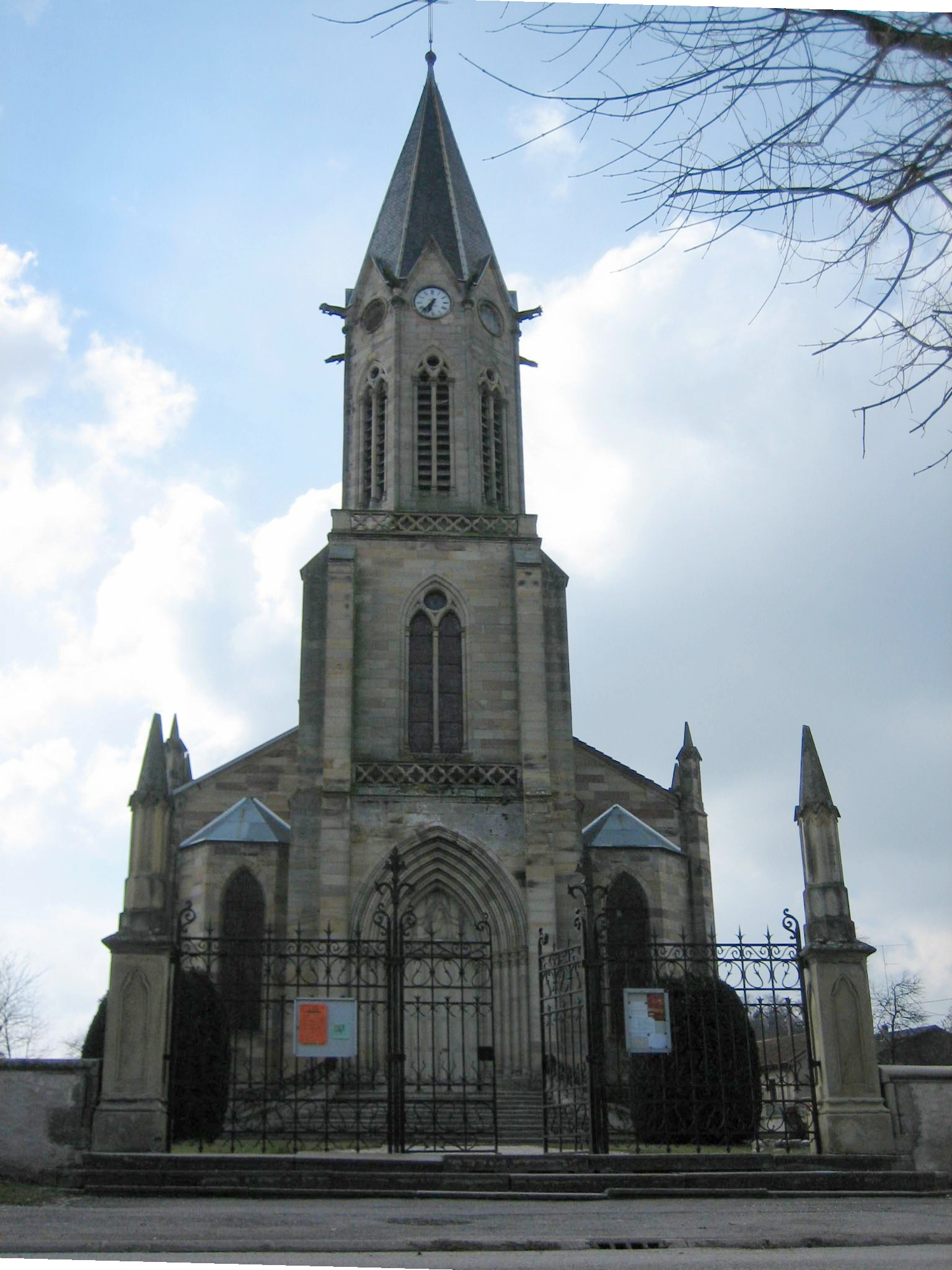
Église Sainte-Libaire.
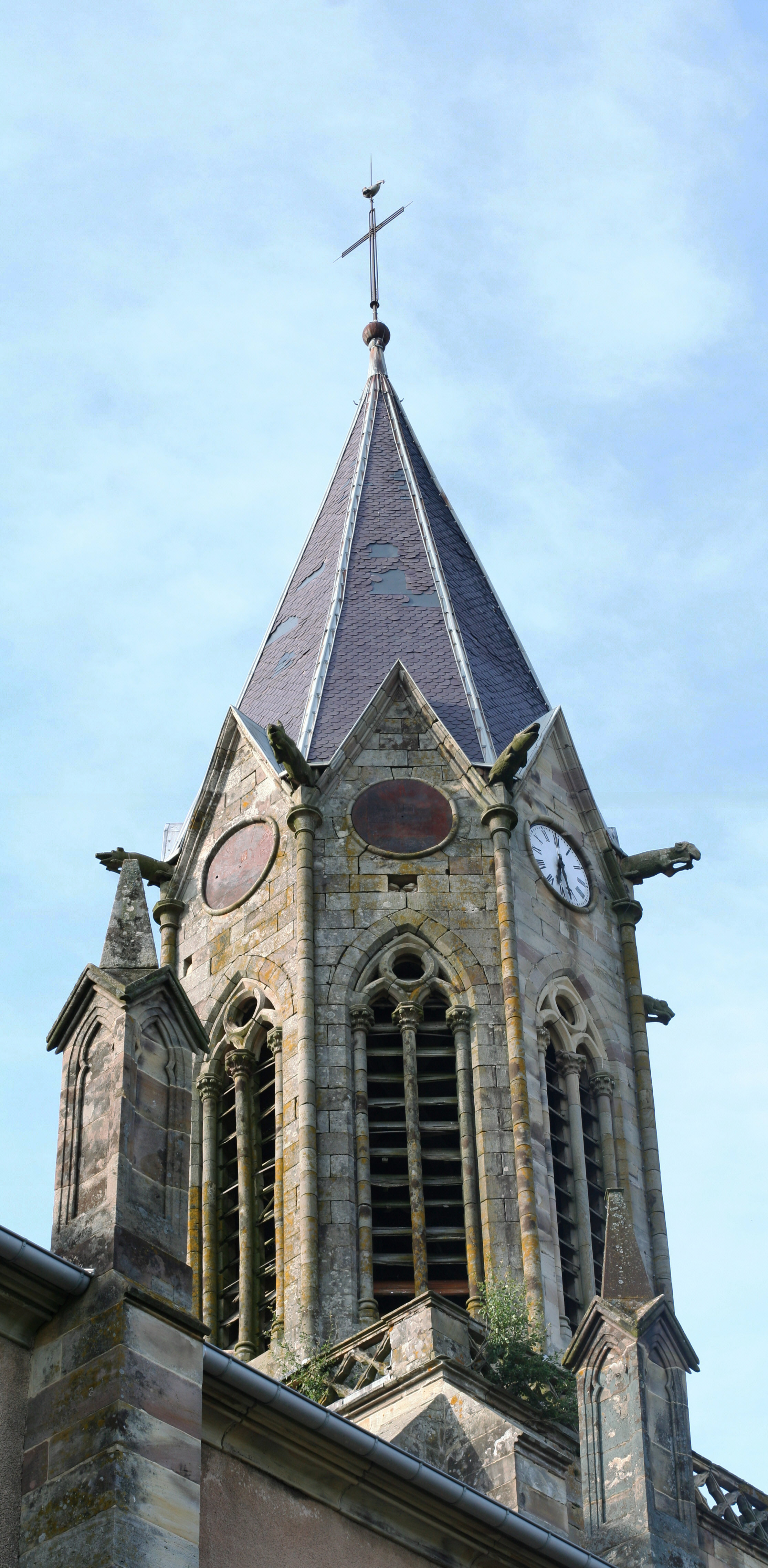
Cadrans d'horloge du clocher de l'église.
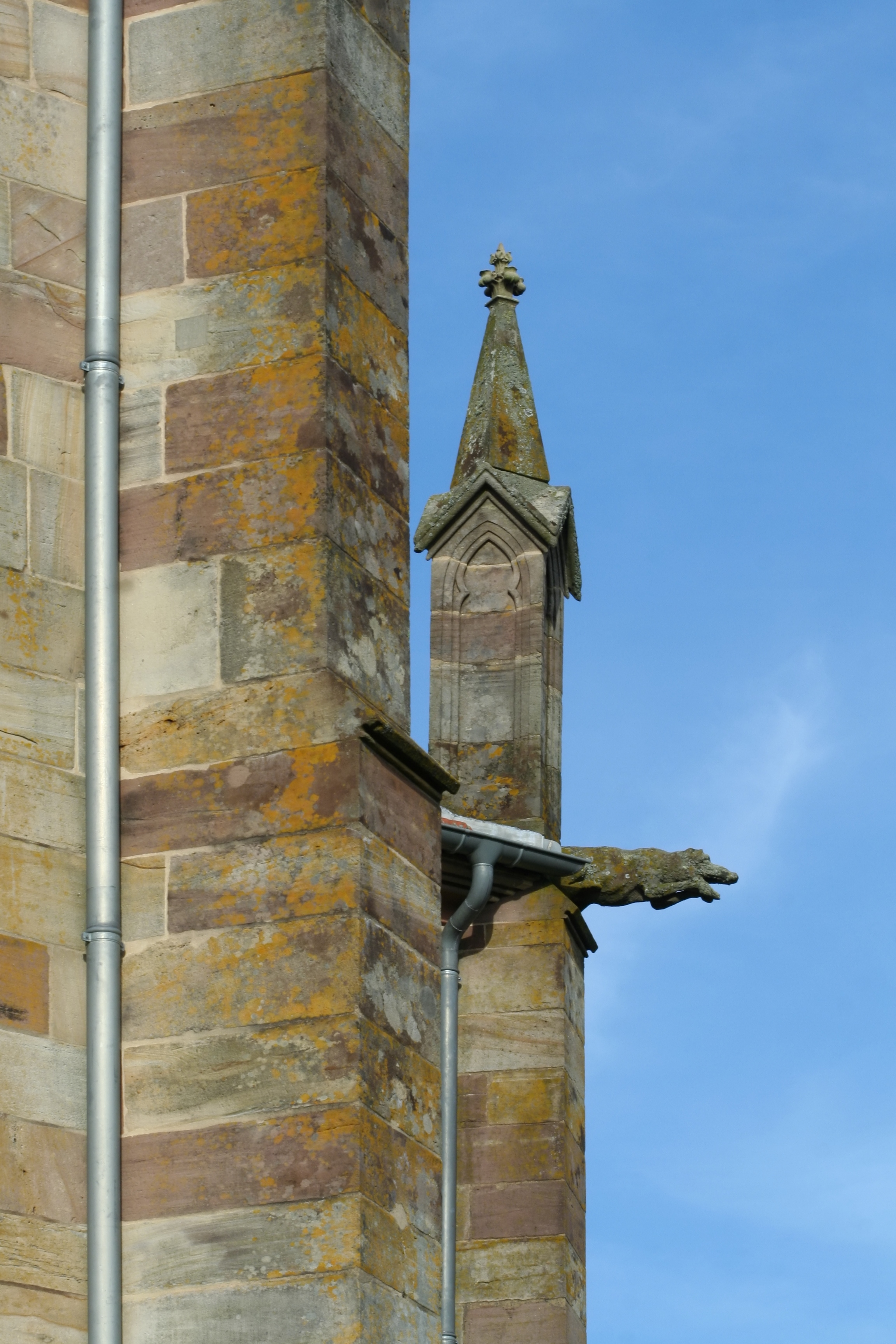
Gargouille.
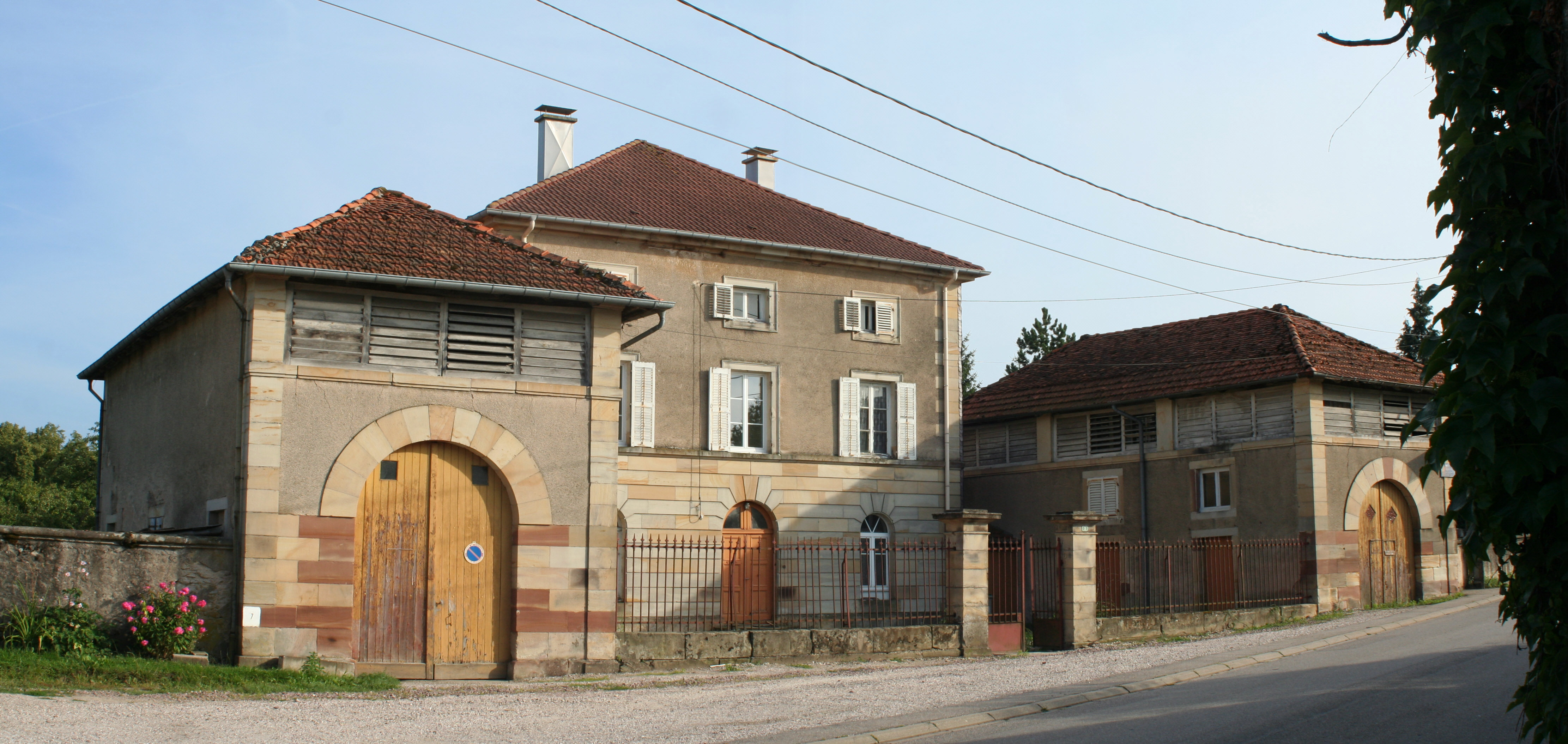
Presbytère.
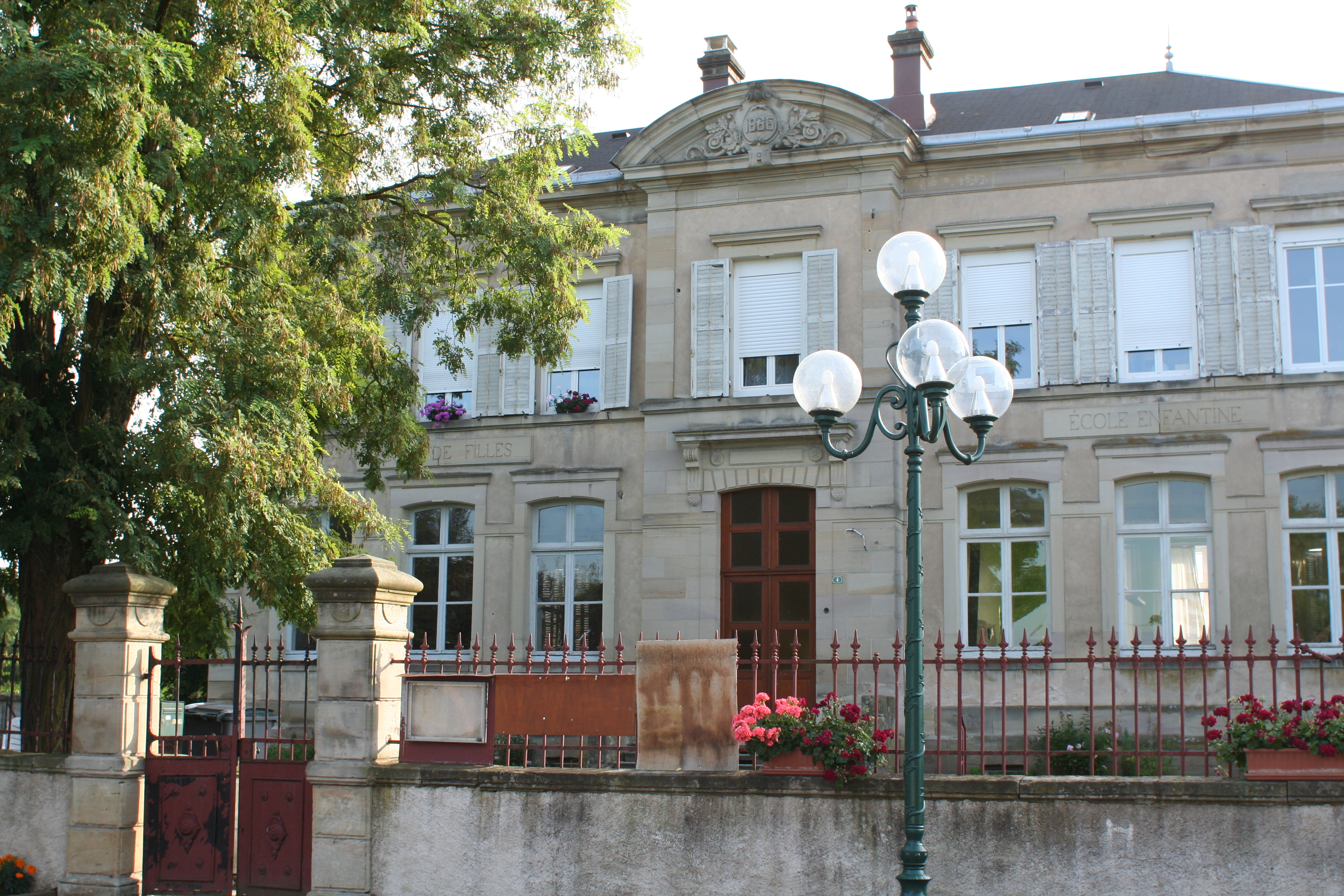
École de filles.
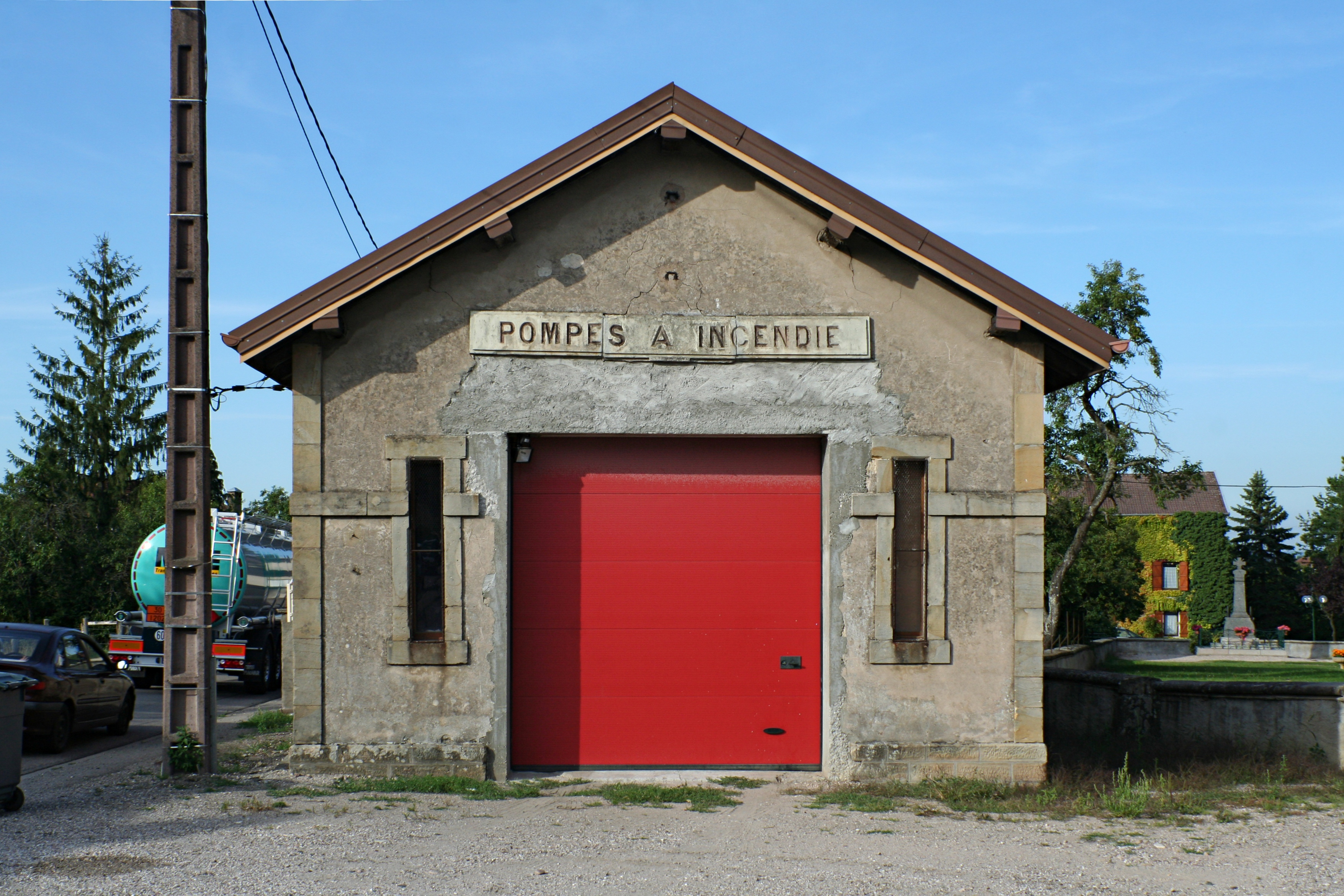
Salle des pompes.

### Lieux et monuments
Patrimoine religieux :
- L'église Sainte-Libaire de Padoux[30] a été construite de 1847 à 1850 dans le style néo-gothique.

Maître-autel 1er quart XVIIIe siècle,.
Exposition, croix d’autel XVIIIe siècle .
L'église a été dotée d'un orgue neuf, construit par Jean-Nicolas Jeanpierre, en 1851-53.
3 Cloches.
- Chapelle du cimetière et ses ex-voto[36].
- Au cimetière, tombe du colonel Charles, Alphonse, Émile Villemin, né le 1er mai 1869 à Padoux. Capitaine, puis commandant du 5e bataillon du 217e régiment d'infanterie. Devenu  officier de carrière, il s'est distingué pendant la Première Guerre mondiale)[37].
- Restes d'une église du XVIIe siècle.
- Croix de carrefour au sud du village.

Autres lieux et sites :
- La mairie-école des garçons et l'école de filles-école enfantine datent de la même époque dans le style éclectique.
- Un « Guéoir » est toujours présent au « centre » du village. Ce bassin possède de part et d'autre deux pentes en petits pavés qui permettaient aux chevaux de se baigner. À proximité, un bâtiment couvert a accueilli de 1965 à 1995 des congélateurs individuels proposés en location aux habitants.
- La salle De Gaulle à la Basse-Ville a successivement accueilli une salle de spectacle et de bal, un cinéma, puis un atelier de confection de prêt-à-porter.
- Au Grêlé, le château d'eau est caché sous une butte de terre.

Patrimoine végétal et arboricole :
- La forêt de Padoux, riches en champignons (girolles) comporte des ruines d'anciens hameaux notamment celles du lieu-dit les Rayeux.
- Par ailleurs, l’intérêt écologique des mardelles de la forêt de Padoux[38] lui vaut d’être inscrite, depuis 1995, à l’inventaire des Espaces Naturels Sensibles (ENS) du département des Vosges. Dans le cadre de cette politique, la commune de Padoux s'est engagée dans la préservation des mares en signant, en 2006,  une convention de gestion avec l’Office national des forêts et le Conservatoire des sites lorrains.

## Animations
- La Foire à la bête d'embouche a été relancée par Alphonse Vauthier, ancien maire de Padoux. Cette foire aux bestiaux qui a lieu le lundi de Pâques attire une foule de badauds et de commerçants. Elle a fêté le 1er avril 2024 sa 58e édition[39].

### Personnalités liées à la commune
- Joseph Cuny (1780 à Padoux - 1844 à Paris), député des Vosges (1815-1816) et (1824-1830).
- Jean-Nicolas Jeanpierre (1811-1873), facteur d'orgue réputé, y construisit l'orgue de l'église.
- Jean-Paul Sartre (1905-1980), soldat dans un poste de sondages météorologiques, y fut capturé par les Allemands le 21 juin 1940 avec son unité militaire[40].
- Colonel Charles, Alphonse, Émile Villemin, né le 1er mai 1869[41], Officier de l'instruction publique ; Chevalier de la Légion d'Honneur le 1er juillet 1913 ; Commandeur de la Légion d'Honneur le 16 juin 1920.
- Raymond Noël Tixier, aviateur. Le 10 mai 1940, son avion est abattu à Padoux par cinq avions allemands.

### Héraldique
| Blason | Blasonnement : Contre-émanché ondé d'or et d'azur au loup de sable en chef et au cerf couché de gueules en pointe. Commentaires : Ce blason est utilisé par la commune depuis novembre 2016. |

## Pour approfondir